# Јасон (првосвештеник)
Јасон је био јеврејски првосвештеник од 175. п. н. е. до 172. п. н. е. Први је првосвештеник, који је почео да хеленизира Јевреје. На место првосвешеника дошао је нудећи Антиоху IV Епифану део блага из јерусалимскога храма. Сменио га је представник још радикалније струје хеленизираних Јевреја.

## Породица првосвештеника
Потиче из породице Онијада, која је давала јеврејске првосвештенике. Његов отац Симон II био је првосвештеник, а на том месту наследио га је Јасонов брат Онија III, који се попут других није предавао хеленизму. Са Онијом се посвађао Симон Бенијамин, настојник храма у Јерусалиму. Симон је пријавио да је јерусалимски храм препун новца и да би селеукидски краљ могао да узме тај новац. Краљ Селеук IV Филопатор је требало да плати ратну одштету Риму, па је послао Хелиодора да однесе новац из јерусалимскога храма. Међутим због Онијевога отпора Хелиодор није успео да опљачка храм.

## Јасон постаје првосвештеник
Међу Јеврејима постојала је подела на хеленизиране и на правоверне Јевреје. Јасон је за разлику од Онија био представник хеленизираних Јевреја. Селеукидски двор није никад Онији III заборавио ту некоперативност. Када је Антиох IV Епифан постао краљ тада је Јасон одлучио да искористи незадовољство двора Онијом, па је обећао Антиоху 360 таланата из ризнице храма, само да њега постави за првосвештеника. Антиох IV Епифан му је одобрио 175. п. н. е. да постане првосвештеник. Према Јосифу Флавију Онија је умро, па је тек онда Јасон постао првосвештеник.

## Хеленизира Јевреје
Јасон је тражио и добио одобрење од Антиоха IV Епифана да преводи Јевреје на грчке обичаје и да оснује гимнасиј (стадион) и омладински центар крај храма. Јасон је на тај начин почео да хеленизира Јевреје и одваја их од правоверне јеврејске вере. Укинута су повластице, које су Јевреји добили од Антиоха III Великога, да се држе својих закона.

## Менелај нуди краљу више блага као замену за положај
Иако је Јасон био привржен хеленизираним Јеврејима, ипак радикалније хеленистичко крило, тобијади, деломичнно су сумњали у њега, па су намеравали да га смене. Јасон је послао Менелаја, брата Симона Бенијамина, да однесе краљу новац. Менелај је понудио краљу 300 таланата више од Јасона, па га је Антиох IV Епифан 172. п. н. е. именовао за новога јеврејскога првосвештеника. Јасон је побегао код Аманита. Антиох је Менелају као пратњу дао Сострата са једном јединицом кипарских војника, са циљем да сузбије следбенике свргнутога првосвештениак Јасона. Менелај је узео свето златно посуђе из храма, али онда је свргнути првосвештеник Онија III оптужио Менелаја да пљачка храм. Менелај је наговорио Андроника, краљевога заменика, да убије Онију. Менелај је наставио да пљачка благо из храма, све док није избило насиље, у коме су му убили брата. Неколико чланова јерусалимске герузије оптужило је Менелаја, али Антиох IV Епифан је уместо Менелаја осудио и погубио неколико чланова герузије.

## Јасонов покушај да овлада Јудејом
Ипак Јасон није одустао од полагања права на место првосвештеника. За време Шестога сиријскога рата док је Антиох IV Епифан 168. п. н. е. учествовао у другом походу на Египат стигла је гласина да је Антиох погинуо, па се Јасон вратио са 1.000 војника и покушао је да од Менелаја преотме власт у Јерусалиму. Менелај је побегао у јерусалимску тврђаву, а Јасон је једно време владао Јерусалимом. Након некога времена Јасон је био присиљен да напусти Јерусалим и побегне најпре код Амонићана, па у Египат и на крају у Спарту.